# Tour of Alberta 2017
Il Tour of Alberta 2017, quinta edizione della corsa, è una breve corsa a tappe canadese. L'edizione 2017 si svolse in 4 tappe dal 1º al 4 settembre 2017 su un percorso di 541,1 km, con partenza da Jasper e arrivo a Edmonton. La corsa si risolse a favore di Evan Huffman, che dominò la classifica generale dalla prima tappa, nella quale ottenne la vittoria, fino all'ultima.

## Tappe
| Tappa  | Data         | Percorso                       | km    | Vincitore di tappa | Leader cl. generale |
| ------ | ------------ | ------------------------------ | ----- | ------------------ | ------------------- |
| 1ª     | 1º settembre | Jasper > Marmot Basin Ski Area | 162   | Evan Huffman       | Evan Huffman        |
| 2ª     | 2 settembre  | Spruce Grove > Spruce Grove    | 139   | Wouter Wippert     | Evan Huffman        |
| 3ª     | 3 settembre  | Edmonton > Edmonton            | 116   | Alex Howes         | Evan Huffman        |
| 4ª     | 4 settembre  | Edmonton > Edmonton            | 124,1 | Wouter Wippert     | Evan Huffman        |
| Totale | Totale       | Totale                         | 541.1 |                    |                     |

## Dettagli delle tappe

### 1ª tappa
- 1º settembre: Jasper > Marmot Basin Ski Area

Risultati
| Pos. | Corridore         | Squadra       | Tempo    |
| ---- | ----------------- | ------------- | -------- |
| 1    | Evan Huffman      | Rally Cycling | 3h48'46" |
| 2    | Sepp Kuss         | Rally Cycling | a 15"    |
| 3    | Tom-Jelte Slagter | Cannondale    | a 28"    |

| Pos. | Corridore         | Squadra       | Tempo    |
| ---- | ----------------- | ------------- | -------- |
| 1    | Evan Huffman      | Rally Cycling | 3h48'46" |
| 2    | Sepp Kuss         | Rally Cycling | a 15"    |
| 3    | Tom-Jelte Slagter | Cannondale    | a 28"    |

### 2ª tappa
- 2 settembre: Spruce Grove > Spruce Grove – 139 km

Risultati
| Pos. | Corridore      | Squadra    | Tempo    |
| ---- | -------------- | ---------- | -------- |
| 1    | Wouter Wippert | Cannondale | 2h55'14" |
| 2    | John Murphy    | Holowesko  | s.t.     |
| 3    | Ryan Macanally | H&R Block  | s.t.     |

| Pos. | Corridore         | Squadra       | Tempo    |
| ---- | ----------------- | ------------- | -------- |
| 1    | Evan Huffman      | Rally Cycling | 6h43'57" |
| 2    | Sepp Kuss         | Rally Cycling | a 18"    |
| 3    | Tom-Jelte Slagter | Cannondale    | a 31"    |

### 3ª tappa
- 3 settembre: Edmonton > Edmonton – 116 km

Risultati
| Pos. | Corridore      | Squadra       | Tempo    |
| ---- | -------------- | ------------- | -------- |
| 1    | Alex Howes     | Cannondale    | 2h30'31" |
| 2    | Wouter Wippert | Cannondale    | s.t.     |
| 3    | Colin Joyce    | Rally Cycling | s.t.     |

| Pos. | Corridore    | Squadra       | Tempo    |
| ---- | ------------ | ------------- | -------- |
| 1    | Evan Huffman | Rally Cycling | 9h14'28" |
| 2    | Sepp Kuss    | Rally Cycling | a 18"    |
| 3    | Alex Howes   | Cannondale    | a 31"    |

### 4ª tappa
- 4 settembre: Edmonton > Edmonton– 124,1 km

Risultati
| Pos. | Corridore      | Squadra       | Tempo    |
| ---- | -------------- | ------------- | -------- |
| 1    | Wouter Wippert | Cannondale    | 2h46'27" |
| 2    | John Murphy    | Holowesko     | s.t.     |
| 3    | Colin Joyce    | Rally Cycling | s.t.     |

| Pos. | Corridore    | Squadra       | Tempo     |
| ---- | ------------ | ------------- | --------- |
| 1    | Evan Huffman | Rally Cycling | 12h00'55" |
| 2    | Sepp Kuss    | Rally Cycling | a 18"     |
| 3    | Alex Howes   | Cannondale    | a 31"     |

## Evoluzione delle classifiche
| Tappa              | Vincitore          | Classifica generale Maglia gialla | Classifica a punti Maglia verde | Classifica scalatori Maglia a pois | Classifica giovani Maglia bianca | Classifica a squadre |
| ------------------ | ------------------ | --------------------------------- | ------------------------------- | ---------------------------------- | -------------------------------- | -------------------- |
| 1ª                 | Evan Huffman       | Evan Huffman                      | Evan Huffman                    | Evan Huffman                       | Jack Burke                       | Rally Cycling        |
| 2ª                 | Wouter Wippert     | Evan Huffman                      | Evan Huffman                    | Sepp Kuss                          | Jack Burke                       | Rally Cycling        |
| 3ª                 | Alex Howes         | Evan Huffman                      | Wouter Wippert                  | Sepp Kuss                          | Jack Burke                       | Rally Cycling        |
| 4ª                 | Wouter Wippert     | Evan Huffman                      | Wouter Wippert                  | Alexander Cowan                    | Jack Burke                       | Rally Cycling        |
| Classifiche finali | Classifiche finali | Evan Huffman                      | Wouter Wippert                  | Alexander Cowan                    | Jack Burke                       | Rally Cycling        |